# COROT-23b
CoRoT-23b es el primer planeta descubierto por la misión CoRoT que pertenece al sistema de la estrella CoRoT-23.